# Trivigno
Trivigno es un municipio situado en el territorio de la provincia de Potenza, en Basilicata (Italia).

## Demografía
| Gráfica de evolución demográfica de Trivigno entre 1861 y 2001 |
|                                                                |
| fuente ISTAT - elaboración gráfica a cargo de Wikipedia        |

- Datos: Q52688
- Multimedia: Trivigno / Q52688

1. ↑  Worldpostalcodes.org, código postal n.º 85018.
2. ↑  «Codici Catastali». Comuni-italiani.it (en italiano). Consultado el 29 de abril de 2017.